# Unione Sportiva Catanzaro 1968-1969
Questa pagina raccoglie le informazioni riguardanti l'Unione Sportiva Catanzaro nelle competizioni ufficiali della stagione 1968-1969.

## Rosa
| N. |                   | Ruolo | Calciatore                |
| -- | ----------------- | ----- | ------------------------- |
|    | Italia (bandiera) | C     | Luciano Aristei           |
|    | Italia (bandiera) | C     | Adriano Banelli           |
|    | Italia (bandiera) | C     | Albino Barbuto            |
|    | Italia (bandiera) | C     | Emilio Barone             |
|    | Italia (bandiera) | A     | Giovan Battista Benvenuto |
|    | Italia (bandiera) | D     | Gianfranco Bertoletti     |
|    | Italia (bandiera) | C     | Paolo Braca               |
|    | Italia (bandiera) | C     | Pierluigi Busatta         |
|    | Italia (bandiera) | A     | Roberto Della Pietra      |
|    | Italia (bandiera) | C     | Roberto Franzon           |
|    | Italia (bandiera) | D     | Franco Marini             |

| N. |                   | Ruolo | Calciatore          |
| -- | ----------------- | ----- | ------------------- |
|    | Italia (bandiera) | P     | Giuseppe Maschi     |
|    | Italia (bandiera) | D     | Arturo Massari      |
|    | Italia (bandiera) | C     | Michele Moro        |
|    | Italia (bandiera) | P     | Flavio Pozzani      |
|    | Italia (bandiera) | C     | Luciano Rigato      |
|    | Italia (bandiera) | C     | Francesco Riversi   |
|    | Italia (bandiera) |       | Vincenzo Rondinelli |
|    | Italia (bandiera) | D     | Fausto Silipo       |
|    | Italia (bandiera) | D     | Luigi Tonani        |
|    | Italia (bandiera) | A     | Mario Zimolo        |

## Risultati

### Serie B

#### Girone di andata
| 29 settembre 1968 1ª giornata | Catanzaro | 1 – 1 | Lazio |  |

| 6 ottobre 1968 2ª giornata | Cesena | 0 – 1 | Catanzaro |  |

| 13 ottobre 1968 3ª giornata | Monza | 0 – 0 | Catanzaro |  |

| 20 ottobre 1968 4ª giornata | Catanzaro | 1 – 1 | Bari |  |

| 3 novembre 1968 5ª giornata | SPAL | 2 – 1 | Catanzaro |  |

| 10 novembre 1968 6ª giornata | Como | 1 – 0 | Catanzaro |  |

| 17 novembre 1968 7ª giornata | Catanzaro | 1 – 0 | Ternana |  |

| 24 novembre 1968 8ª giornata | Catanzaro | 0 – 0 | Modena |  |

| 1º dicembre 1968 9ª giornata | Mantova | 1 – 0 | Catanzaro |  |

| 8 dicembre 1968 10ª giornata | Reggiana | 2 – 0 | Catanzaro |  |

| 15 dicembre 1968 11ª giornata | Catanzaro | 2 – 1 | Reggina |  |

| 15 dicembre 1968 12ª giornata | Catanzaro | 2 – 0 | Genoa |  |

| 29 dicembre 1968 13ª giornata | Catania | 1 – 0 | Catanzaro |  |

| 5 gennaio 1969 14ª giornata | Catanzaro | 0 – 0 | Perugia |  |

| 12 gennaio 1969 15ª giornata | Padova | 0 – 0 | Catanzaro |  |

| 19 gennaio 1969 16ª giornata | Lecco | 0 – 0 | Catanzaro |  |

| 26 gennaio 1969 17ª giornata | Catanzaro | 1 – 1 | Brescia |  |

| 2 febbraio 1969 18ª giornata | Livorno | 3 – 1 | Catanzaro |  |

| 9 febbraio 1969 19ª giornata | Catanzaro | 1 – 1 | Foggia |  |

#### Girone di ritorno
| 16 febbraio 1969 20ª giornata | Lazio | 2 – 0 | Catanzaro |  |

| 23 febbraio 1969 21ª giornata | Catanzaro | 0 – 0 | Cesena |  |

| 2 marzo 1969 22ª giornata | Catanzaro | 1 – 2 | Monza |  |

| 9 marzo 1969 23ª giornata | Bari | 2 – 3 | Catanzaro |  |

| 16 marzo 1969 24ª giornata | Catanzaro | 1 – 0 | SPAL |  |

| 23 marzo 1969 25ª giornata | Catanzaro | 1 – 1 | Como |  |

| 30 marzo 1969 26ª giornata | Ternana | 1 – 0 | Catanzaro |  |

| 13 aprile 1969 27ª giornata | Modena | 1 – 0 | Catanzaro |  |

| 20 aprile 1969 28ª giornata | Catanzaro | 1 – 0 | Mantova |  |

| 27 aprile 1969 29ª giornata | Catanzaro | 1 – 0 | Reggiana |  |

| 4 maggio 1969 30ª giornata | Reggina | 0 – 0 | Catanzaro |  |

| 11 maggio 1969 31ª giornata | Genoa | 0 – 0 | Catanzaro |  |

| 15 maggio 1969 32ª giornata | Catanzaro | 1 – 0 | Catania |  |

| 18 maggio 1969 33ª giornata | Perugia | 3 – 0 | Catanzaro |  |

| 25 maggio 1969 34ª giornata | Catanzaro | 0 – 1 | Padova |  |

| 1º giugno 1969 35ª giornata | Catanzaro | 1 – 0 | Lecco |  |

| 8 giugno 1969 36ª giornata | Brescia | 2 – 0 | Catanzaro |  |

| 15 giugno 1969 37ª giornata | Catanzaro | 0 – 0 | Livorno |  |

| 22 giugno 1969 38ª giornata | Foggia | 1 – 1 | Catanzaro |  |

## Statistiche

### Statistiche di squadra
| Competizione | Punti | In casa | In casa | In casa | In casa | In casa | In casa | In trasferta | In trasferta | In trasferta | In trasferta | In trasferta | In trasferta | Totale | Totale | Totale | Totale | Totale | Totale | DR |
| Competizione | Punti | G       | V       | N       | P       | Gf      | Gs      | G            | V            | N            | P            | Gf           | Gs           | G      | V      | N      | P      | Gf     | Gs     | DR |
| ------------ | ----- | ------- | ------- | ------- | ------- | ------- | ------- | ------------ | ------------ | ------------ | ------------ | ------------ | ------------ | ------ | ------ | ------ | ------ | ------ | ------ | -- |
| Serie B      | 35    | 19      | 8       | 9       | 2       | 16      | 9       | 19           | 2            | 6            | 11           | 7            | 22           | 38     | 10     | 15     | 13     | 23     | 31     | -8 |
| Coppa Italia | 3     | 2       | 1       | 0       | 1       | 2       | 2       | 1            | 0            | 1            | 0            | 0            | 0            | 3      | 1      | 1      | 1      | 2      | 2      | 0  |
| Totale       |       | 21      | 9       | 9       | 3       | 18      | 11      | 20           | 2            | 7            | 11           | 7            | 22           | 41     | 11     | 16     | 14     | 25     | 33     | -8 |

### Statistiche dei giocatori
| Giocatore       | Serie B  | Serie B | Coppa Italia | Coppa Italia | Totale   | Totale |
| Giocatore       | Presenze | Reti    | Presenze     | Reti         | Presenze | Reti   |
| --------------- | -------- | ------- | ------------ | ------------ | -------- | ------ |
| L. Aristei      | 34       | 5       | 3            | 1            | 37       | 6      |
| A. Banelli      | 37       | 0       | 3            | 0            | 40       | 0      |
| A. Barbuto      | 10       | 0       | 2            | 0            | 12       | 0      |
| E. Barone       | 1        | 0       | -            | -            | 1        | 0      |
| G.B. Benvenuto  | 30       | 4       | -            | -            | 30       | 4      |
| G. Bertoletti   | 38       | 2       | 3            | 0            | 41       | 2      |
| P. Braca        | 7        | 0       | 2            | 1            | 9        | 1      |
| P. Busatta      | 30       | 0       | 1            | 0            | 31       | 0      |
| R. Della Pietra | 15       | 3       | 1            | 0            | 16       | 3      |
| R. Franzon      | 29       | 0       | -            | -            | 29       | 0      |
| F. Marini       | 36       | 0       | 3            | 0            | 39       | 0      |
| G. Maschi       | 32       | -26     | 3            | -2           | 35       | -28    |
| A. Massari      | 35       | 0       | 3            | 0            | 38       | 0      |
| M. Moro         | 12       | 1       | -            | -            | 12       | 1      |
| F. Pozzani      | 7        | -5      | -            | -            | 7        | -5     |
| L. Rigato       | 23       | 2       | 2            | 0            | 25       | 2      |
| F. Riversi      | 2        | 0       | 1            | 0            | 3        | 0      |
| V. Rondinelli   | 1        | 0       | -            | -            | 1        | 0      |
| F. Silipo       | 1        | 0       | 1            | 0            | 2        | 0      |
| L. Tonani       | 37       | 1       | 3            | 0            | 40       | 1      |
| M. Zimolo       | 27       | 4       | 3            | 0            | 30       | 4      |